# Octogomphus specularis
Octogomphus specularis är en trollsländeart som först beskrevs av Hagen in Selys 1859.  Octogomphus specularis ingår i släktet Octogomphus och familjen flodtrollsländor. IUCN kategoriserar arten globalt som livskraftig. Inga underarter finns listade i Catalogue of Life.